# Leon Kruczkowski

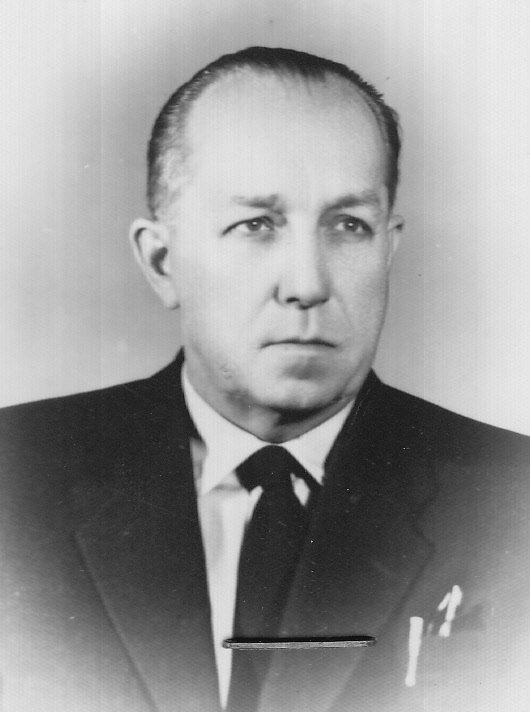
Leon Kruczkowski (1961)

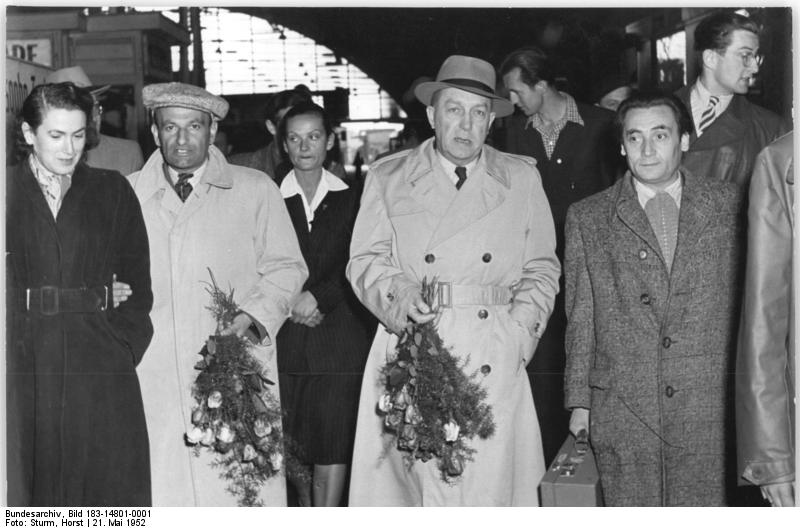
Roman Karst und Leon Kruczkowski 1952 in Ost-Berlin

Leon Kruczkowski (* 28. Juni 1900 in Krakau, Österreich-Ungarn; † 1. August 1962 in Warschau) war ein polnischer Schriftsteller und Kulturpolitiker.

## Leben
Leon Kruczkowski wuchs in Krakau als Sohn eines Buchbinders auf und studierte dort Chemie. Während des Studiums veröffentlichte er erste Gedichte und 1935 sein erstes Drama. Während des Zweiten Weltkriegs war er in deutscher Gefangenschaft; nach dem Krieg war er 1945–1948 Vizeminister für Kultur und 1949–1956 Präsident des polnischen Schriftstellerverbandes (Związek Literatów Polskich). Er galt als bedeutendster polnischer Nachkriegs-Dramatiker und thematisierte in seinen Romanen und Dramen die sozialen Strukturen in Polen und Probleme des politischen und moralischen Handelns.

## Werke (Auswahl)
- 1932: Kordian i cham (Roman; deutsch Rebell und Bauer)
- 1938: (Drama; deutsch Das Abenteuer mit dem Vaterland)[1]
- 1949: Niemcy (Drama; deutsch Die Sonnenbruchs, auch Die Sonnenbrucks)
- 1959: Pierwszy dzień wolności (deutsch Der erste Tag der Freiheit)
- 1961: Śmierć gubernatora (deutsch Tod des Gouverneurs)

## Filmografie (Auswahl)
Drehbuch
- 1952: Chopins Jugend (Młodość Chopina)
- 1960: Die Kreuzritter (Krzyżacy)
- 1960: Die unvergessene Nacht (Dziś w nocy umrze miasto)

Literarische Vorlage
- 1951: Die Sonnenbrucks
- 1964: Der erste Tag der Freiheit (Pierwszy dzień wolności)